# Mike Iggulden
Michael Brian Iggulden [ˈɪɡəldɛn], född 9 november 1982 i St. Catharines, är en kanadensisk före detta professionell ishockeyspelare som bland annat spelade för San Jose Sharks och New York Islanders i NHL.

## Spelarkarriär
Iggulden spelade länge på college- och universitetsnivå för Cornell Big Red i USA och inledde sin professionella karriär i slutet av säsongen 2004/05 då han började spela AHL-ishockey. Han var en produktiv poänggörare under sin tid i AHL.
Han har även spelat i NHL för klubbarna San Jose Sharks och New York Islanders. Säsongen 2009/10 spelade han i KHL-laget Dinamo Riga, för vilka han gjorde 33 poäng (varav 13 mål) på 55 spelade matcher. Säsongen därpå representerade han SC Langnau Tigers i den schweiziska högsta ligan NLA. Hans korta karriär i NHL renderade 5 poäng (1+4).
Iggulden skrev inför säsongen 2011/12 på ett ettårskontrakt med Växjö Lakers Hockey. Säsongen 2012/13 spelade han för Rögle BK i Elitserien.
Den 20 maj 2016 valde Iggulden att avsluta sin spelarkarriär.